# Zoë Haas
Zoë Haas, po mężu Barmettler (ur. 24 stycznia 1962 w Calgary) – szwajcarska narciarka alpejska.

## Kariera
W zawodach Pucharu Świata zadebiutowała 10 grudnia 1978 roku w Piancavallo, gdzie nie ukończyła pierwszego przejazdu w gigancie. Pierwsze punkty wywalczyła 4 lutego 1979 roku w Pfronten, gdzie zajęła 19. miejsce w zjeździe. Na podium zawodów tego cyklu pierwszy raz stanęła 10 stycznia 1983 roku w Verbier, kończąc rywalizację w supergigancie ukończyła na drugiej pozycji. W zawodach tych rozdzieliła Cindy Nelson z USA i Irene Epple z RFN. W kolejnych startach jeszcze osiem razy stawała na podium: 6 grudnia 1984 roku w Puy-Saint-Vincent wygrała zjazd, 15 grudnia 1984 roku w Madonna di Campiglio i 3 marca 1985 roku w Vail była trzecia w gigancie, 2 lutego 1986 roku w Crans-Montana i 4 grudnia 1987 roku w Val d’Isère była trzecia w zjeździe, 9 stycznia 1988 roku w Lech była najlepsza w supergigancie, 28 stycznia 1990 roku w Santa Caterina zajęła trzecie miejsce w gigancie, a 19 marca 1992 roku w Crans-Montana była trzecia w supergigancie. W sezonie 1984/1985 zajęła jedenaste miejsce w klasyfikacji generalnej, w klasyfikacji giganta była ósma, a w klasyfikacji zjazdu dziewiąta.
Wystartowała na igrzyskach olimpijskich w Calgary w 1988 roku, gdzie zajęła siódme miejsce w supergigancie. Podczas rozgrywanych cztery lata później igrzysk w Albertville w tej samej konkurencji była dziesiąta, a w gigancie zajęła osiemnastą pozycję. Była też między innymi czwarta w supergigancie na mistrzostwach świata w Saalbach-Hinterglemm w 1991 roku. Walkę o medal przegrała tam z Austriaczką Anitą Wachter o 0,22 sekundy.

## Osiągnięcia

### Igrzyska olimpijskie
| Miejsce | Dzień     | Rok  | Miejscowość | Konkurencja | Czas biegu | Strata | Zwyciężczyni       |
| ------- | --------- | ---- | ----------- | ----------- | ---------- | ------ | ------------------ |
| 7.      | 22 lutego | 1988 | Calgary     | Supergigant | 1:19,03    | +1,88  | Sigrid Wolf        |
| 10.     | 18 lutego | 1992 | Albertville | Supergigant | 1:21,22    | +3,09  | Deborah Compagnoni |
| 18.     | 19 lutego | 1992 | Albertville | Gigant      | 2:12,74    | +5,15  | Pernilla Wiberg    |

### Mistrzostwa świata
| Miejsce | Dzień       | Rok  | Miejscowość   | Konkurencja | Czas biegu | Strata | Zwyciężczyni    |
| ------- | ----------- | ---- | ------------- | ----------- | ---------- | ------ | --------------- |
| 11.     | 1 lutego    | 1987 | Crans-Montana | Zjazd       | 1:43,80    | +2,18  | Maria Walliser  |
| DNF1    | 11 lutego   | 1989 | Vail          | Gigant      | 2:29,37    | -      | Vreni Schneider |
| 4.      | 29 stycznia | 1991 | Saalbach      | Supergigant | 1:08,72    | +0,35  | Ulrike Maier    |
| DNF1    | 2 lutego    | 1991 | Saalbach      | Gigant      | 2:07,45    | -      | Pernilla Wiberg |

### Puchar Świata

#### Miejsca w klasyfikacji generalnej
- sezon 1978/1979: 49.
- sezon 1979/1980: 69.
- sezon 1980/1981: 24.
- sezon 1981/1982: 34.
- sezon 1982/1983: 25.
- sezon 1983/1984: 47.
- sezon 1984/1985: 11.
- sezon 1985/1986: 26.
- sezon 1986/1987: 28.
- sezon 1987/1988: 27.
- sezon 1988/1989: 38.
- sezon 1989/1990: 27.
- sezon 1990/1991: 35.
- sezon 1991/1992: 45.

#### Miejsca na podium
1. Verbier – 10 stycznia 1983 (supergigant) – 2. miejsce
2. Puy-Saint-Vincent – 6 grudnia 1984 (zjazd) – 1. miejsce
3. Madonna di Campiglio – 15 grudnia 1984 (gigant) – 3. miejsce
4. Vail – 3 marca 1985 (gigant) – 3. miejsce
5. Crans-Montana – 2 lutego 1986 (zjazd) – 3. miejsce
6. Val d’Isère – 4 grudnia 1987 (zjazd) – 3. miejsce
7. Lech – 9 stycznia 1988 (supergigant) – 1. miejsce
8. Santa Caterina – 28 stycznia 1990 (gigant) – 3. miejsce
9. Crans-Montana – 19 marca 1992 (supergigant) – 3. miejsce